# Lerdala hassellunds domänreservat
Lerdala hassellund är ett naturreservat i Skövde kommun i Västra Götalands län.
Redan 1946 avsattes området som domänreservat men ombildades till naturreservat 1996 och omfattar 2 hektar. Det är beläget nordväst om Skövde strax väster om Lerdala.

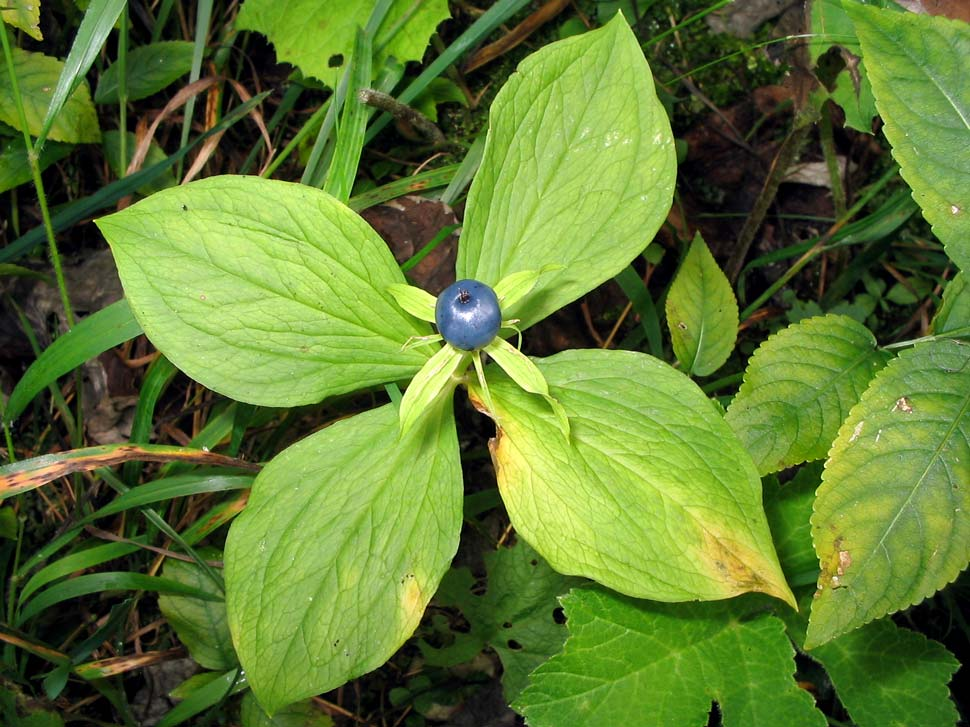
Ormbär

Naturreservatet är en tidigare betad hassellund som ligger i en sluttning mot öster. Skogen domineras av ek och lind med inslag av björk, asp, ask och rönn. I området kan man hitta blåsippa, gullviva, buskviol, skogsbingel och ormbär. I områdets södra del rinner en bäck. Utmed denna bäck finns ruinerna kvar efter en husbehovssåg och kvarn. Denna anläggning har restaurerats.
I nordöst gränsar naturreservatet till Sparresäters naturreservat.
Området ingår i EU:s ekologiska nätverk av skyddade områden, Natura 2000.